# The Lemon Sisters
Pour plus de détails, voir Fiche technique et Distribution.
The Lemon Sisters est une comédie dramatique américaine réalisée par Joyce Chopra et écrite par Jeremy Pikser, sortie en 1989. 
Le film fut un échec commercial et critique après avoir été mis de côté pendant plus d'un an.

## Synopsis
Dans les années 1980, trois amies de longue date travaillent dans des bars d'Atlantic City. Elles se réunissent et forment un girl group pour chanter toutes ensemble.

## Fiche technique
- Titre original : The Lemon Sisters
- Réalisation : Joyce Chopra
- Scénario : Jeremy Pikser
- Photographie : Bobby Byrne (en)
- Musique : Dick Hyman et Howard Shore
- Montage : Michael R. Miller et Joe Weintraub
- Décors : Elaine O'Donnell
- Direction artistique : Tim Galvin
- Costumes : Susan Becker
- Production : Diane Keaton et Joseph J. Kelly
- Société de production : Lightyear Entertainment et Miramax Films
- Pays de production :  États-Unis
- Langue originale : anglais
- Formats : Noir et blanc et couleur - 35 mm - 1.85 : 1
- Genre : Comédie dramatique
- Durée : 93 minutes
- Dates de sortie : 
  - Portugal : 1er décembre 1989
  - États-Unis : 12 août 1999
  - Allemagne : 17 août 1992

## Distribution
- Diane Keaton : Eloise Hamer
- Carol Kane : Franki D'Angelo
- Kathryn Grody : Nola Frank
- Elliott Gould : Fred Frank
- Rubén Blades : C.W
- Aidan Quinn : Frankie McGuinness
- Estelle Parsons : Mme Kupchak
- Richard Libertini	: Nicholas Panas
- Sully Boyar : Baxter O'Neil
- Bill Boggs : MC
- Emily A. Rose : Sadie Frank
- Ashley Peldon : Sarah Frank
- Nicky Bronson : Scotty Willard
- Francine Fargo : Charlene
- Joe Milazzo : Vinnie
- Neil Miller : Le régisseur
- Nathan Lane : Charlie Sorrell
- Joanne Bradley : L'agent immobilier
- Joel Fogel : L'homme dans la salle bacchanale
- Julius Clifton Webb : Le portier
- Ben Lin : Le groom
- Tony Devon : L'employé au bureau des réservations
- Scheryll Anderson	: La serveuse
- J. Mark Danley : L'acheteur de la maison
- Nina Hodoruk : La femme de l'acheteur
- Nicole Weinstein : La voix d'une fille
- Murray Weinstock : Le joueur de piano
- Monique Nichole Alterman : Taffy Girl
- Krista Lepore : Taffy Girl (non créditée)
- Ashley Walls : Un bébé
- Lauren Walls : Un bébé
- Melissa Walls : Un bébé
- Kourtney Donohue : Eloise (jeune)
- Rachel Hillman : Nola (jeune)
- Rachel Aviva : Franki (jeune)
- Sal Domani : Le colporteur
- Maggie Burke : L'enseignante
- Tani Taylor Powers : Marilyn Fogelman
- Paulette Attie : La mère de Nola
- Peter Costa : Edward
- James Bulleit : Le capitaine Wills (non crédité)
- John D. Genovese : Le vendeur au Boardwalk (non crédité)
- Tamara Zook : Une voix (non créditée)